# فرودگاه پری شهرستان هوستون
 فرودگاه پری هوستون کانتی (به انگلیسی: Perry-Houston County Airport) یک فرودگاه همگانی بهره‌برداری هوایی است که یک باند فرود آسفالت دارد و طول باند آن ۱۵۲۵ متر است. این فرودگاه در کشور ایالات متحده آمریکا قرار دارد و در ارتفاع ۱۲۷ متری از سطح دریا واقع شده است.